# لی هونگ (بازیکن هاکی روی چمن)
لی هونگ (انگلیسی: Li Hong؛ زادهٔ ۳۱ مهٔ ۱۹۹۹) بازیکن هاکی روی چمن اهل چین است.